# Strada Statale 434 Transpolesana
Die Strada Statale 434 Transpolesana (Abkürzung: SS 434) ist eine italienische Staatsstraße in der Region Venetien im Norden Italiens.

## Streckenverlauf und Ausbauzustand
Die SS 434, auch Superstrada Verona-Rovigo genannt, verbindet die italienische Autobahn A4 bei Verona mit der A13 bei Rovigo. Sie verläuft dabei komplett im Gebiet der italienischen Region Venetien.
Die Strecke beginnt im Süden Veronas und führt durch die Poebene Richtung Südosten. Orte an der Strecke sind Legnago, Badia del Po und Fratta Polesine. Bei Rovigo endet die Schnellstraße und mündet dann in die SS 16.
Dabei ist die SS 434 vierspurig (je 2 Fahrstreifen pro Richtung) ausgebaut. Sie gleicht daher einer Autobahnähnlichen Straße (ital. Strada extraurbana principale ).